# Docalidia temeratis
Docalidia temeratis är en insektsart som beskrevs av Nielson 1990. Docalidia temeratis ingår i släktet Docalidia och familjen dvärgstritar. Inga underarter finns listade i Catalogue of Life.